# Дробовий ідеал
Дробовий ідеал — підмножина Q поля часток K області цілісності R, що має вигляд {\displaystyle \ Q=a^{-1}I}, де {\displaystyle a\in R,a\neq 0,I} — ідеал кільця R. 
У інших термінах Q є R-підмодулем поля K, всі елементи якого допускають спільний знаменник, тобто існує елемент {\displaystyle a\in R,a\neq 0,} такий, що {\displaystyle ax\in R} для всіх {\displaystyle x\in Q.}
Для двох дробових ідеалів Q і P визначається операція множення: QP — множина всіх скінченних сум {\displaystyle \sum _{n}i_{n}j_{n},\ i_{n}\in Q,\ j_{n}\in P.} 
Дробові ідеали утворюють щодо множення напівгрупу {\displaystyle {\mathfrak {A}}} з одиницею R.
Для дробового ідеалу Q визначається дробовий ідеал
{\displaystyle Q^{*}=(R:Q)=\{x\in K\ |\ xQ\subset R\}.}
Очевидно {\displaystyle Q^{*}Q\subset R.} Якщо при цьому виконується рівність, то дробовий ідеал Q є оборотним елементом напівгрупи {\displaystyle {\mathfrak {A}}} і дробовий ідеал {\displaystyle Q^{*}} є його оберненим елементом.
Для дедекіндових кілець і лише для них напівгрупа {\displaystyle {\mathfrak {A}}} є групою, тобто кожен дробовий ідеал кільця Дедекінда має обернений дробовий ідеал. Дана група є вільною абелевою групою, твірними якої є прості ідеали кільця Дедекінда.
Оборотні елементи напівгрупи {\displaystyle {\mathfrak {A}}} називаються оборотними ідеалами. Кожен оборотний ідеал має скінченний базис над R.  Також кожен скінченно породжений R-модуль є дробовим ідеалом.
Головним дробовим ідеалом називається дробовий ідеал породжений одним елементом як R-підмодуль поля K. Тобто головний дробовий ідеал, це множина виду {\displaystyle aR,~a\in K.} Всі головні дробові ідеали є оборотними: оберненим ідеалом є ідеал  {\displaystyle a^{-1}R.} Два головних ідеали {\displaystyle aR,~a\in K} і {\displaystyle bR,~b\in K} рівні тоді і тільки тоді, коли {\displaystyle a=be,} де e — оборотний елемент кільця R.

## Дивізоріальні ідеали
Нехай {\displaystyle {\tilde {I}}} — перетин всіх головних дробових ідеалів, що містять дробовий ідеал I.  Еквівалентно,
{\displaystyle {\tilde {I}}=(R:(R:I)),}
де
{\displaystyle (R:I)=\{x\in K:xI\subseteq R\}}.
Якщо {\displaystyle {\tilde {I}}=I} тоді ідеал I називається дивізоріальним.